# Nephus quadrarius
Nephus quadrarius är en skalbaggsart som först beskrevs av Thomas Casey 1924.  Nephus quadrarius ingår i släktet Nephus och familjen nyckelpigor. Inga underarter finns listade i Catalogue of Life.